# Irjanne kyrka
Irjanne kyrka (finska: Irjanteen kirkko) är en historisk träkyrka i Euraåminne kommun i det finländska landskapet Satakunta. Kyrkan är den äldsta träkyrkan i landskapet och den ligger i byn Irjala. Kyrkan ägs av Euraåminne församling som tillhör Åbo ärkestift.
Kyrkan utgjör en kulturmiljö av riksintresse och är därför skyddad enligt lag.

## Historia och arkitektur
Irjanne kyrka, som är en typisk långhuskyrka, byggdes 1731 och kyrkans klockstapel i barockstil är byggd 1758. Kyrkklockorna är från 1741 och 1794. Irjala kyrka har ett spåntak och de yttre väggarna har målats med rödmylla. Kyrkan har ingen orgel eller värmesystem. Det har funnits ett bönehus i Irjanne redan på 1200-talet. Irjanne kyrka står på samma plats på kyrkbacken där de två så kallade Nedre Satakunta offerkyrkorna en gång funnits. På kyrkbacken finns också en minnessten över fältmarskalk Åke Tott, som avled i Lavila i Euraåminne.
Kyrkans altartavla föreställer Jesu sista måltid och har målats på 1700-talet av okänd konstnär. Porträtt av nio apostlar finns utförda i predikstolen av euraåminnebon Viktor Stenius år 1891. Till kyrkans inredning hör också ett votivskepp från 1800-talet som tillsammans med votivskeppet i Hattula kyrka är det enda i Norden som är gjort av papper.